# 序曲 (アルカン)
序曲（フランス語: Ouverture）作品39-11は、シャルル＝ヴァランタン・アルカンが作曲したピアノ独奏のための『短調による12の練習曲』の第11曲。曲集は1857年に発表された。
曲集のなかでは第8曲（『ピアノ独奏による協奏曲』第1楽章）に次いで規模の大きい作品で、演奏や録音の機会は少ない。同じ曲集に含まれる『交響曲』と『協奏曲』と並んでピアノによるオーケストラ的な効果を意識した作品であり、森下唯は「アルカンのオーケストラ的書法の到達点」と評している。アメリカの作曲家マーク・スター(Mark Starr)は、『交響曲』『協奏曲』『イソップの饗宴』とともにこの作品を管弦楽編曲している。

## 楽曲
主調はロ短調、全体は2曲の『室内協奏曲』と同様の連続した3つの部分と、コーダからなる。演奏時間は15分程度。明確な場面転換が存在し、物語的な要素を意識したロマン派的な序曲スタイルだが、表題的な構想については明らかではない。
前奏曲的な最初のマエストーソ部では、弦楽合奏を模した分厚い和音連打（譜例1）と、付点リズムによる荘重な楽想が交代する。続く「ゆるやかに」(Lentement)と指示された抒情的な部分では、新しく現れた主題が繊細な装飾を伴って進み、前の部分とコントラストを形作る。

譜例1

三つの対照的な主題が現れる第3部の大規模なアレグロ（譜例2）では、ソナタ形式によって楽想が扱われるが、再現部は大幅に切りつめられている。後になると複数の主題が対位法的に組み合わされる場面（譜例3）も現れる。序奏の終結部の動機を流用したコーダは同主調のロ長調、勇壮な狩りのリズムにより、鍵盤の両端近くを使った和音で終結する。

譜例2

譜例3